# Mykola Smaha
Nikolái Yakovlevich Smaga (del ruso: Николай Яковлевич Смага), (n. Bobrove, Unión Soviética , 22 de agosto de 1938 – † Kiev, Unión Soviética 28 de marzo de 1981) fue un atleta ruso especializado en marcha atlética.
En 1967 se proclamó vencedor en la Copa del Mundo de Marcha Atlética celebrada en la ciudad alemana de Bad Saarow.
En los Juegos Olímpicos de México de 1968 consiguió el tercer puesto y con ello la medalla de bronce en la distancia de 20 km. Cuatro años más tarde, en los Juegos Olímpicos de Múnich, ocupó el quinto lugar en la misma distancia, consiguiendo con ello un diploma olímpico.
En 1971 fue Campeón de Europa en los 20 km marcha durante el campeonato celebrado en Helsinki.
Su mejor marca personal en la distancia de los 20 km marcha es de 1h25:49, conseguida en el año 1968.